# Герб Серпи
Ге́рб Се́рпи — офіційний символ містечка Серпа, Португалія. Використовується як територіальний герб. У синьому щиті срібний замок із трьома баштами, чорними вікнами і брамою. Під замком срібний крилатий змій (виверн), промальований чорним. Щит увінчує срібна мурована містечкова корона з чотирма вежами.  Під щитом біла стрічка, на якій великими літерами напис португальською: «notável vila de Serpa» (видатне містечко Серпа).  Офіційно затверджений 3 лютого 1948 року.  

## Галерея

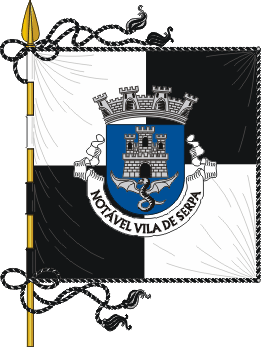
Прапор